# Obereopsis apicaloides
Obereopsis apicaloides är en skalbaggsart som beskrevs av Stefan von Breuning 1953. Obereopsis apicaloides ingår i släktet Obereopsis och familjen långhorningar.
Artens utbredningsområde är Kenya. Inga underarter finns listade i Catalogue of Life.